# Kleinglockner
Kleinglockner är en bergstopp i Österrike.   Den ligger i distriktet Lienz och förbundslandet Tyrolen, i den centrala delen av landet, 300 km väster om huvudstaden Wien. Toppen på Kleinglockner är 3 770 meter över havet.
Terrängen runt Kleinglockner är huvudsakligen bergig. Kleinglockner är den högsta punkten i trakten. Runt Kleinglockner är det ganska glesbefolkat, med 29 invånare per kvadratkilometer.. Närmaste större samhälle är Matrei in Osttirol, 14,7 km sydväst om Kleinglockner. 
Trakten runt Kleinglockner består i huvudsak av gräsmarker.